# Aimé-Victor-François Guilbert
Pour les articles homonymes, voir Guilbert.
Aimé-Victor-François Guilbert, né le 15 novembre 1812 à Cerisy-la-Forêt (Manche) et mort le 15 août 1889 à Gap, est un ecclésiastique catholique français. Il est évêque, puis archevêque et cardinal.

## Biographie
Aimé Guilbert fait ses études au séminaire de Coutances et reçoit les ordres en 1837. Professeur de rhétorique au petit séminaire de Coutances puis de Munéville, supérieur du petit séminaire de Mortain, fondateur et supérieur de celui de Valognes en 1853, il devient curé de cette ville en 1855.
Nommé évêque de Gap le 16 mai 1867, préconisé le 20 septembre, il est sacré le 10 novembre suivant en l'église Saint-Malo de Valognes par François-Augustin Delamare, archevêque d'Auch assisté de Jean-Pierre Bravard, évêque de Coutances et Flavien Hugonin, évêque de Bayeux.
Nommé officier de la Légion d'honneur en 1877, Guilbert devient évêque d'Amiens le 22 septembre 1879. Promu archevêque de Bordeaux le 5 juin 1883 par décret au Journal officiel et préconisé le 9 août suivant, il est créé cardinal par Léon XIII, trois mois avant sa mort, lors du consistoire du 24 mai 1889, ne pouvant de ce fait recevoir le chapeau rouge et le titre cardinalice.
Son tombeau se trouve à l'entrée nord de la cathédrale Saint-André de Bordeaux.

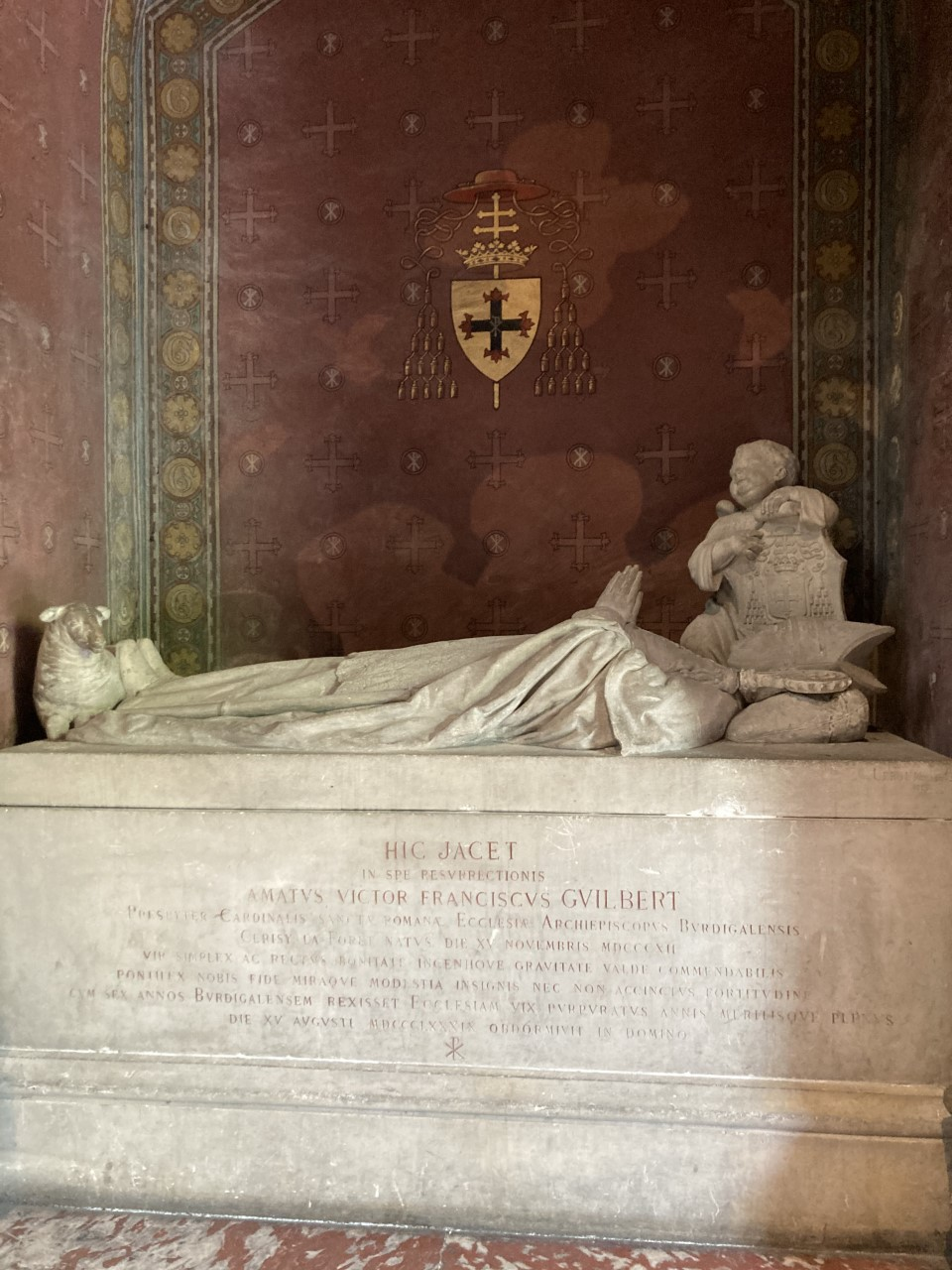
Tombeau du cardinal Guilbert.

## Succession apostolique
Aimé-Victor-François Guilbert a ordonné les évêques suivants :
- Archevêque Fédéric-Henri Oury (1885)
- Évêque Prosper-Amable Berthet (1889)

## Armes
D'or à la croix de sable, fleuronnée de gueules et chargée en cœur du monogramme du Christ d'argent.

## Distinction
- Officier de la Légion d'honneur (30 janvier 1877)[2]

## Sources
- La Semaine religieuse du diocèse de Tulle, 16 juin 1883, no 24, p. 280.
- Cardinaux du consistoire du 24 mai 1889
- Raymond Darricaud, "La vie intellectuelle des archevêques de Bordeaux et de leur clergé au cours du XIXe siècle" in Revue de l'Église de France, année 1967, volume 53, no 150, p. 5-33 (p. 12-16)
- Descriptif du tombeau du cardinal Guilbert en la Métropole St-André de Bordeaux sur la base Palissy